# Mount Hamilton (Tapley Mountains)
Mount Hamilton ist ein 1410 m hoher Berg in der antarktischen Ross Dependency. Am westlichen Ende der Tapley Mountains ragt er an der Ostflanke des unteren Abschnitts des Scott-Gletschers auf.
Ein Geologenteam um Laurence McKinley Gould entdeckte ihn im Dezember 1929 im Zuge der Byrd Antarctic Expedition (1928–1930). Ein weiteres Geologenteam um Quin Blackburn (1900–1981) besuchte ihn im Dezember 1934 bei Richard Evelyn Byrds zweiter Expedition (1933–1935). Byrd benannte ihn nach Guy Clarence Hamilton (1879–1950), Geschäftsführer des Medienunternehmens The McClatchy Company und Sponsor der zweiten Expedition.